# Fronteira Bósnia e Herzegovina–Sérvia
A fronteira entre a Bósnia e Herzegovina e a Sérvia é a linha bastante sinuosa de 302 km de comprimento que separa o leste da Bósnia e Herzegovina do território da Sérvia. Estende-se entre a tríplice fronteira Sérvia-Bósnia e Herzegovina-Montenegro ao sul e a tríplice dos dois países com a Croácia ao norte.
É marcada pelo Rio Drina e fica entre a Sérvia Central (Sérvia sem Voivodina, sem Kosovo) e a parte sudeste da República Sérvia da Bósnia e Herzegovina.
Junto com a Fronteira Bósnia e Herzegovina-Montenegro já formou, até 2006 (independência de Montenegro), a fronteira 2,5 vezes mais longa entre a Sérvia e Montenegro e a Bósnia e Herzegovina. Antes da dissolução da Iugoslávia na década de 1990 era uma fronteira entre repúblicas que formavam esse país.

## Disputas territoriais
Ainda existem algumas disputas territoriais entre os dois países, todas localizadas ao longo do baixo curso do Drina, abrangendo uma área de 40,42 km².
Uma delas diz respeito às áreas em torno das usinas hidrelétricas "Zvornik" e "Bajina Bašta", respectivamente nos municípios de Zvornik  e Srebrenica, cujas estruturas são de propriedade sérvia, mas o curso de água que as alimenta (o Drina) e as bacias relacionadas são divididas entre os dois territórios.
Um segundo motivo de disputa diz respeito à área ao longo da ferrovia Belgrado-Bar, que atravessa o território bósnio por 12 km e que o governo sérvio pretende ter dentro de suas fronteiras, enquanto um terceiro diz respeito ao município sérvio de Priboj, separado do restante da Sérvia do município bósnio de Rudo e para o qual o governo de Belgrado reivindica redesenhar a fronteira, dentro da qual se encontra o exclave bósnio de Sastavci.